# تاداشي كاواماتا
تاداشي كاواماتا (باليابانية: 川俣正؛ بالكانا: かわまた ただし) هو نحات ومصور ياباني، ولد في 1953 في ميكاسا في اليابان.